# Sima Wali
Sima Wali (Kandahar, 7 aprile 1951 – Falls Church, 22 settembre 2017) è stata un'attivista afghana per i diritti umani, sostenitrice della libertà e dell'emancipazione dei rifugiati e degli sfollati. È stata direttrice esecutiva di Refugee Women in Development (RefWID), un'organizzazione globale senza scopo di lucro che difende i diritti civili delle donne rifugiate in fuga dai conflitti e sostiene la loro equa reintegrazione nella società. È stata anche vicepresidente del Sisterhood Is  Global Institute, il primo think tank femminista al mondo.
Wali dichiarò che la sua esperienza personale come rifugiata dalla guerra in Afghanistan avevano ispirato la sua lotta per i diritti umani delle popolazioni sradicate. Le sue testimonianze davanti alle Nazioni Unite, al Congresso degli Stati Uniti e al Dipartimento di Stato americano portarono allo stanziamento di milioni di dollari a sostegno delle ONG afghane guidate da donne. Pronunciò il discorso programmatico alla celebrazione della Giornata internazionale della donna da parte delle Nazioni Unite nel 2002, parlando accanto al segretario generale delle Nazioni Unite Kofi Annan, alla First Lady Laura Bush e alla regina Noor di Giordania. Disse alle Nazioni Unite:
Fu anche relatrice al Ford Hall Forum nel 1999 e nel 2009 e partecipò al progetto Dropping Knowledge, oltre a molti altri eventi.

## Biografia
Prima del suo esilio negli Stati Uniti nel 1978, Wali lavorò per l'ambasciata americana a Kabul e per i Peace Corps degli Stati Uniti. Rientrò nel suo paese dopo 24 anni di esilio, nel 2002.
Nel 2001, Sima Wali fu una delle sole tre donne delegate all'accordo di Bonn in Germania, organizzato dalle Nazioni Unite, che formò un nuovo governo afghano, dopo la caduta dei talebani. Vi partecipò come rappresentante della delegazione del re Mohammed Zahir Shah.
Alla conferenza, Wali ebbe un ruolo fondamentale nella creazione del Ministero per gli Affari femminili, insistendo affinché i suoi colleghi uomini includessero permanentemente il ministero nella nuova amministrazione.  Venne quindi nominata alla guida di quel ministero, ma lei rifiutò per concentrarsi sul suo attivismo internazionale.  Wali continuò a nominare Sima Samar alla carica di ministro per gli affari femminili e selezionò anche altre donne per servire nel governo ad interim. Disse a Bonn:
Sempre nel 2001, Wali fu l'organizzatrice principale del Summit delle donne afghane per la democrazia a Bruxelles, in Belgio, un incontro senza precedenti nel suo genere. Il vertice fu convocato con l'aiuto di Equality Now, UNIFEM, il Consigliere per le questioni di genere del Segretario generale delle Nazioni Unite, insieme a una coalizione di organizzazioni femminili. Secondo Equality Now, il vertice delle donne afghane "ha adottato un'espressione storica dei sogni e delle aspirazioni di lunga data delle donne afghane, insieme a un elenco di richieste concrete per l'attuazione immediata relative alla ricostruzione dell'Afghanistan".

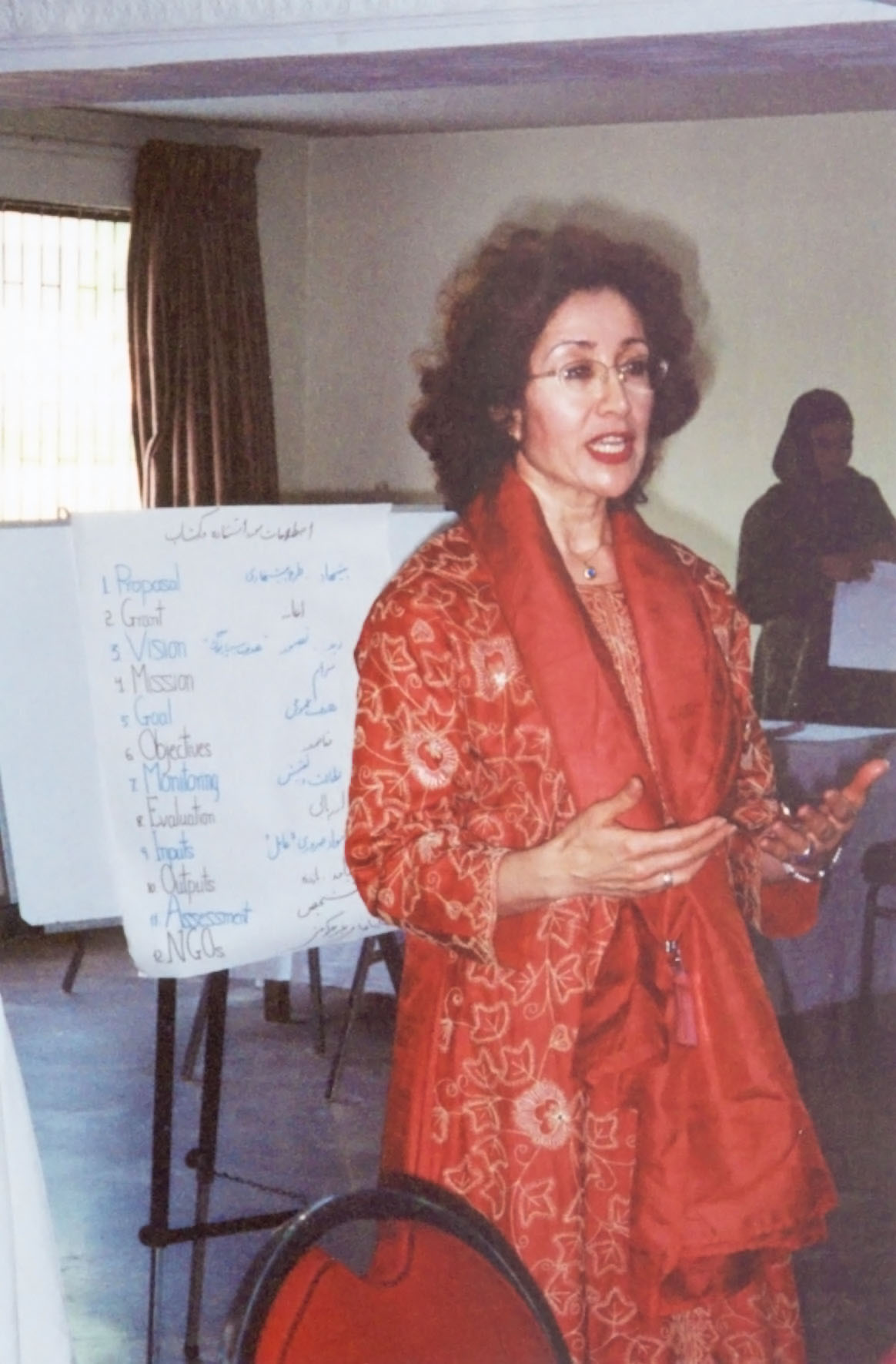
Sima Wali conduce un seminario per i rifugiati afghani nel campo di Peshawar, Pakistan, nel 1998

Nel giugno 2003, Wali fu accompagnata dalla co-fondatrice e direttrice esecutiva di Women's Edge, Ritu Sharma, in una missione di difesa dei diritti umani in Afghanistan. Si trattò di uno dei numerosi viaggi che Wali intraprese nella sua terra natale e nei campi profughi afghani in Pakistan, dove condusse dozzine di seminari di formazione. Wali si pronunciò spesso contro “la costante emarginazione” delle donne nelle società dei rifugiati e del dopoguerra, chiedendo una formazione che aiutasse quelle donne a diventare leader.
Secondo la ONG Dropping Knowledge, "Wali è stata pioniera nello sviluppo di modelli di programmi volti a dare potere alle donne colpite dai conflitti, ricostruire le istituzioni democratiche della società civile postbellica e sostenere la protezione dei diritti umani delle donne e delle loro controparti maschili".  Negli anni '90, Wali svolse un ruolo importante nel sostenere lo sviluppo delle ONG in Bosnia e Croazia durante la guerra in quella che allora era la Jugoslavia.
Svolse anche un ruolo chiave nella creazione del Policy Council on Afghan Women, una coalizione di organizzazioni non governative che lavora per promuovere la condizione delle donne in Afghanistan e per garantire che le donne siano destinatarie uguali dei fondi statunitensi per l'assistenza allo sviluppo.
Mentre nel 2005 si trovava a Jalalabad, in Afghanistan, per lanciare un progetto sulla costruzione della democrazia tra le donne, Wali scampò alla morte per mano dei talebani, di Al-Qaeda e dei militanti pakistani.
Fin dalla loro ascesa a metà degli anni '90, Wali fu un'accanita oppositrice dell'ideologia talebana. Al Forum sullo stato del mondo del 1998, disse:"
Fu anche una coraggiosa critica di quello che secondo lei era l'abbandono dell'Afghanistan da parte del governo degli Stati Uniti tra i 12 anni che posero fine alla guerra sovietico-afghana e l'inizio dell'invasione dell'Afghanistan guidata dagli Stati Uniti. Dichiarò nel 1998 a San Francisco, in California:
Wali morì il 22 settembre 2017 a Falls Church, in Virginia, per atrofia multisistemica all'età di 66 anni.

## Opere e film
Gli scritti di Wali furono pubblicati su importanti riviste, giornali e libri. In Women in Exile raccontò alcuni dei dettagli strazianti della sua fuga dall'Afghanistan nel 1978.
Wali fu coautrice nel 2009 di Invisible History: Afghanistan's Untold Story con Paul Fitzgerald ed Elizabeth Gould. Fitgerald e Gould, insieme a RefWID, produssero anche il film documentario The Woman in Exile Returns: The Sima Wali Story. Raccontava la storia del ritorno di Wali a Kabul nell'ottobre del 2002 dopo 24 anni di esilio e del suo lavoro per aiutare negli sforzi di ricostruzione.
Wali tenne discorsi, condusse conferenze e presa parte a panel presso molte università e istituzioni, tra cui le Nazioni Unite, il Congresso degli Stati Uniti, il Dipartimento di Stato degli Stati Uniti, Amnesty International, Ford Hall Forum, Yale University Law School, George Washington University Law School, la Northeastern University, il Woodrow Wilson Center, il Carnegie Council for Ethics in International Affairs e il progetto Dropping Knowledge. Fu intervistata e apparve in vari programmi di notizie su CNN, CBS News, ABC News, FOX News, Al Jazeera, NPR e CBC.

## Premi e riconoscimenti
- 1999 - Amnesty International, Premio Ginetta Sagan Fund[15]
- 1992 - Commissione femminile per le donne e i bambini rifugiati, Premio Women of Vision
- 1992 - Rete di donatori di donne, Premio per le donne intraprendenti
- 1989 _ Ms. Foundation for Women, Premio Gloria Steinem Women of Vision[16]
- 1988 - Conferenza nazionale per le leader studentesche universitarie, Premio Women of Distinction
- 1987 - Fondazione Clairol, Premio Take Charge